# Milichiella christmas
Milichiella christmas är en tvåvingeart som beskrevs av Irina Brake 2009. Milichiella christmas ingår i släktet Milichiella och familjen sprickflugor. Inom Milichiella tillhör arten artgruppen Argentea.

## Utbredning
Artens utbredningsområde är Julön vilket gett den dess vetenskapliga namn christmas som betyder jul på engelska.

## Utseende
Kroppslängden är 3,1 mm och vinglängden 2,7 mm. Kropp och huvud är svarta, ögonen är gula och vingarna är genomskinliga med bruna vener.

## Levnadssätt
Inget är känt om artens levnadssätt.